# ITRiP
iTRiP（アイトリップ）は、日本の女性アイドルグループ。BLUE ROSE所属。

## 概要
2022年

12月より始動した「トラベル」と「アイドル」を融合させた新しいコンセプトのガールズユニットオーディションを経て選ばれた7名（東雲郁・石塚汐花・清良・菜乙・新井乃愛・桜咲・富田花怜）で結成。
日本国内、海外問わず有数の観光スポットへ赴きその魅力を発信したり、各地のイベ ント出演、アイドルとしてのライブ活動などさまざまな活動を予定。

2023年

8月21日(月)シアターマーキュリーにてプレデビューイベント開催。

9月3日(日)日比谷公園大音楽堂でのアイドルカレッジワンマンライブにてオープニングアクトとして出演しデビュー。

2024年

6月、菜乙・富田花怜がアイドルカレッジ練習生との兼任を発表。

8月24日(土)25日(日)の舞台「君と明日へのハルモニア」に菜乙・清良・桜咲が出演。3人ともに初舞台。

9月3日(火)GOTANDA G4にてデビュー1周年記念1stワンマンライブを開催。

9月6日(水)のBlue Rose主催ライブにて、新井乃愛・清良が9月26日の卒業ライブを以て卒業すると発表。

## メンバー

### 現メンバー
| 氏名                        | 誕生日  | 出身地   | プロフィール・イメージカラー：備考                                       |
| --------------------------- | ------- | -------- | ------------------------------------------------------------------------ |
| 富田花怜 （とみたかれん）   | 6月18日 | 埼玉県   | 2023年8月加入 赤 アイドルカレッジ練習生兼任                              |
| 桜咲 （さくら）             | 3月12日 | 三重県   | 2023年8月加入 黄色 おむすびコロコロ兼任                                  |
| 東雲郁 （しののめいく）     | 9月20日 | 神奈川県 | 2023年8月加入 お抹茶グリーン                                             |
| 菜乙 （なお）               | 6月27日 | 静岡県   | 2023年8月加入 ピンクだよ アイドルカレッジ候補生兼任 おむすびコロコロ兼任 |
| 石塚汐花 （いしづかしおか） | 7月3日  | 東京都   | 2023年8月加入 白 アイドルカレッジ兼任                                    |

### 元メンバー
| 氏名                    | 誕生日  | 出身地   | プロフィール・イメージカラー：備考     |
| ----------------------- | ------- | -------- | -------------------------------------- |
| 新井乃愛 （あらいのあ） | 2月7日  | 大阪府   | 2023年8月加入 ブルー 2024年9月26日卒業 |
| 清良 （きよら）         | 12月6日 | 鹿児島県 | 2023年8月加入 紫 2024年9月26日卒業     |

## 作品
| タイトル       | 配信日         |
| -------------- | -------------- |
| 弱虫パレード   | 2023年11月1日  |
| トゥモロー最強 | 2023年11月8日  |
| トライアングル | 2023年11月15日 |